# فن العربة

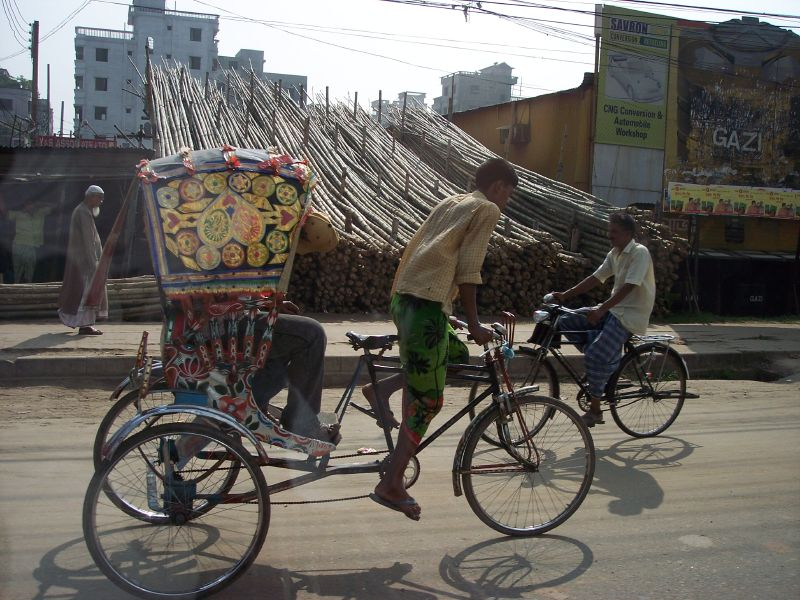

فن العربة أو فن السيارات هو شكل من أشكال الرومانسية الجديدة الناشئة في شبه القارة الهندية.
يتكون الفن المعني من لوحات زيتية على الجزء الخلفي من السقف الكانفي لعربات الريكاشة، قام بها فنانون شوارع محليون، والذين يرسمون أيضًا المناظر الطبيعية المختلفة، والصور الشخصية والعبارات الشخصية للسائق.

## تاريخ
في بنغلاديش، يعود تاريخ فن العربة إلى خمسينيات القرن العشرين، حيث رسم كل جزء يمكن تصوره من العربة. بالإضافة إلى التصاميم الهندسية، هناك صور للزهور والطيور وحتى الممثلات الشعبيات. يمكن تزيين العربة لإظهار المعتقدات الدينية للسائق وأحيانًا حتى التعليق على القضايا الاجتماعية الحالية. في بنغلاديش، يُنظر إلى فن العربات بازدراء من قبل نخبة السكان.
كانت في البداية العربات ذات ثلاث عجلات، والمعروفة أكثر باسم عربة الريكاشة، موجودة منذ الأربعينيات. في البداية، كانت غير مزينة، ولكن بدءا من أواخر الأربعينات، بدأت وجوه نجوم السينما تظهر كزخارف زخرفية على الدروع في الجزء الخلفي من العربات جنبا إلى جنب مع مجموعة متنوعة من اللوحات الزهرية.
بدأ الاتجاه الفريد لفن العربة من راجشاهي ودكا في بنغلاديش واتخذ أسلوبه الخاص في كل منطقة.
تُنفذ الأعمال الفنية على عجلات العربات باستخدام ألوان جريئة ومشرقة، مثل الأخضر الفلوري والأحمر الداكن وما إلى ذلك. ويساعد توهج الألوان أيضًا على جعلها تدوم طويلاً.

عرّفت المؤلفة جوانا كيركباتريك فن العربة:
أعتبره فن 'الشعوب'. وليس من الضروري إجبارها على الدخول في فئة وحداوية لأنها تجمع بين الصور والتقنيات الفولكلورية والسينمائية والسياسية والتجارية. وهو يخدم التعبير عن رغبات القلب للرجل في الشارع للنساء والسلطة والثروة، وكذلك للإخلاص الديني. كما يمنح فن العربة الهيبة والوظائف الاقتصادية للأشخاص الذين يصنعونه ويستخدمونه ويتمتعون به. 
يعكس فن العربة أيضًا عملية العولمة الاقتصادية، التي تحدث في جميع أنحاء العالم اليوم.
يغطي فن الريكشا زخرفة العربة بأكملها، بدءا من الألواح الخلفية المطلية والألواح الجانبية الخلفية إلى القواطع على الأغطية، بالإضافة إلى المزهريات النحاسية المليئة بالزهور البلاستيكية أو الورقية، وتترك اللوحة المعدنية المستطيلة في الخلف، بين العجلتين، أثرًا من العاطفة يضعه فنان العربة في إبداعاته. 

## مصنع بيسكوت
نظرًا لأن هذا النوع من الأشياء المرسومة يدويًا يتلاشى بسبب طباعة الشاشة وغيرها من التقنيات المماثلة، أنشأ فنان بنغلاديشي يدعى Biskut Abir شركته الفنية الخاصة باسم Biskut Factory حيث أعاد فن العربات والترويج لها عن طريق الرسم باليد على المنتجات الحديثة والمبتكرة. ويستخدم أنماطًا وألوانًا من فن العربة ويرسم هذه الصور النابضة بالحياة على النظارات الشمسية والملابس والأحذية وحافظات الهاتف وعلى سطح أي شيء تقريبًا.
من خلال بيع وإعلان فنه اللافت للنظر من خلال وسائل التواصل الاجتماعي، نجح بيسكوت بشكل كبير في تسلية الشباب وإعادة فن العربة بلمسة من الفن الحديث.

## معرض صور

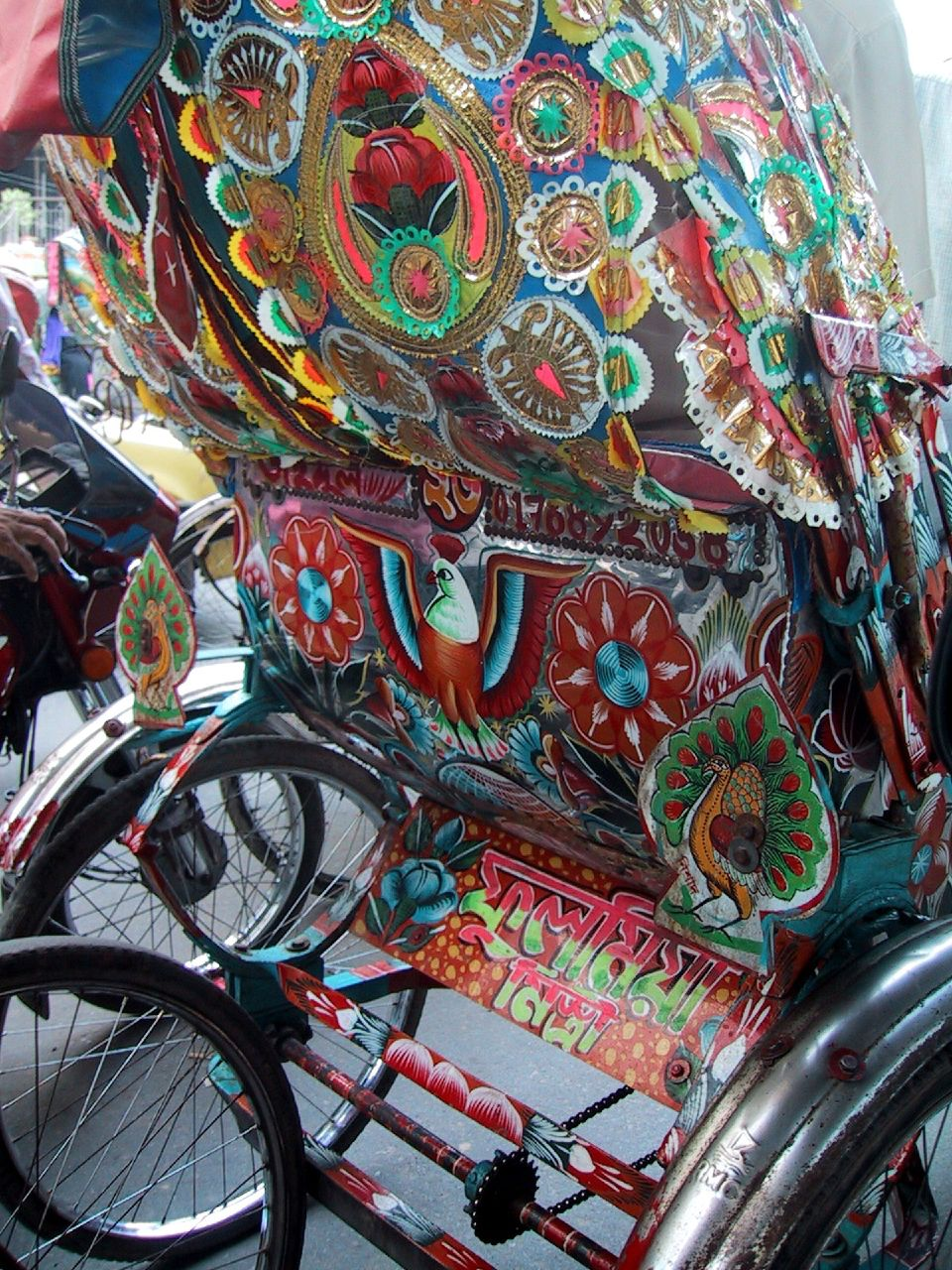
عربة يد مزينة برسومات يدوية من بنغلاديش
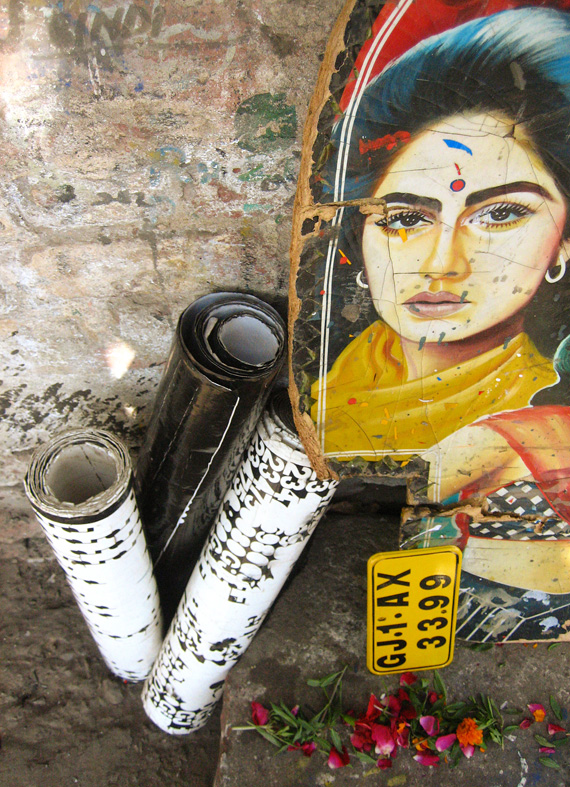
صورت ممثلة بوليوود سميتا باتيل على زخرفة داخلية من عربة يد في مومباي